# پیتاس

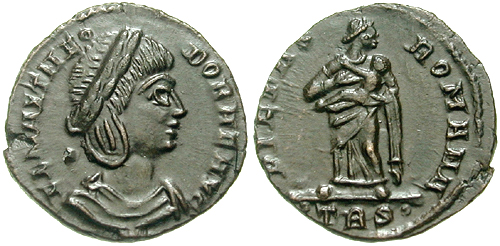
بر پشت این سکه مربوط به فلاویا ماکسیمیانا تئودورا، پیتاس درحالی‌که به کودکی شیر می‌دهد، درج شده‌است.

پیتاس Pietas، ترجمه شده به‌عنوان «وظیفه»، «دین‌داری» یا «رفتار مذهبی»، «وفاداری»،
«وابستگی» یا «تقوای فرزندی» (انگلیسی «تقوا» از لاتین گرفته شده‌است)، یکی از فضیلتهای اصلی در میان روم باستان بود. این فضیلت ممتاز قهرمان بنیانگذار روم، قهرمان آئنیاس بود که اغلب به او لقب («مذهبی») در سراسر حماسه ویرژیل انئید داده می‌شود. ماهیت مقدس پیتاس توسط تجسم الهی پیتاس، به وسیله الهه‌ای که اغلب بر روی سکه‌های رومی تصویر می‌شود، تجسم یافته‌است. پیتاس معادل یونانی اوزبیا eusebeia (εὐσέβεια) است.: ۸۶۴–۸۶۵ 

## الهه
پیِتاس در افسانه‌ها و اساطیر روم، الهه یا ایزدبانوی وظیفه‌شناسی نسبت به دولت، خدایان و خانواده محسوب می‌شد و شخصیت انسانی یا تجسمی از فضیلت رومی‌ها بود که آن نیز پیِتاس یا پیه تاس خوانده می‌شد. وی یکی از دی ایندیگت‌ها [ارواح و خدایان رومی که کمتر جنبه اسطوره‌ای داشتند]، به‌شمار می‌رفت. معبد اصلی او طی قرن دوم پیش از میلاد در فوروم هولیتوریوم قرار داشت.

### زنان امپراتوری که به عنوان پیتاس به تصویر کشیده شده‌اند
پیتاس اغلب به‌عنوان الهه در پشت سکه‌های امپراتوری روم، با زنان خانواده امپراتوری در روی سکه، نشان داده می‌شد. به عنوان یک فضیلت مناسب که باید به آنها نسبت داده شود. زنان خانواده امپراتوری ممکن است در هنر در کسوت الهه به تصویر کشیده شوند.

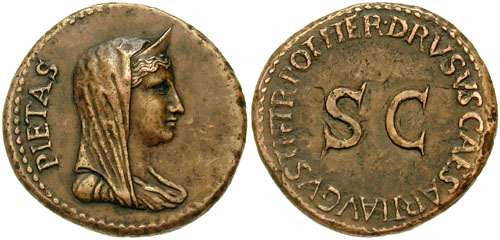
لیویا دروسیلا در نقش پیتاس
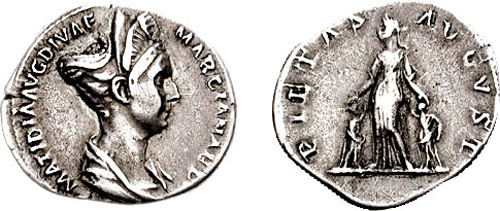
سالونینا ماتیدیا